# Miguel Miramón
Miguel Gregorio de la Luz Atenógenes Miramón y Tarelo (Cidade do México, 29 de setembro de 1832 — Santiago de Querétaro, 19 de junho de 1867) foi um general conservador e o mais jovem presidente da história do México.

## Biografia
Nascido na Cidade do México, no seio de uma família de origem francesa. Com 15 anos de idade foi feito prisioneiro durante o assalto das tropas dos EUA ao Castelo de Chapultepec na Guerra Mexicano-Americana. Ainda jovem, ascendeu rapidamente na hierarquia militar, tornando-se famoso pelo seu carisma pessoal e pelas suas tácticas de guerrilha.
Conservador convicto, durante a Guerra da Reforma combateu nas terras baixas do centro do México e quando o general Osorio morreu, proclamou o plano de Navidad, no qual se autoproclamava presidente. Inicialmente a maioria dos conservadores apresentava-se dividida, mas Miramón acabaria por recolher os apoios necessários e assumiria a presidência a 2 de fevereiro de 1859, contando então 25 anos de idade.

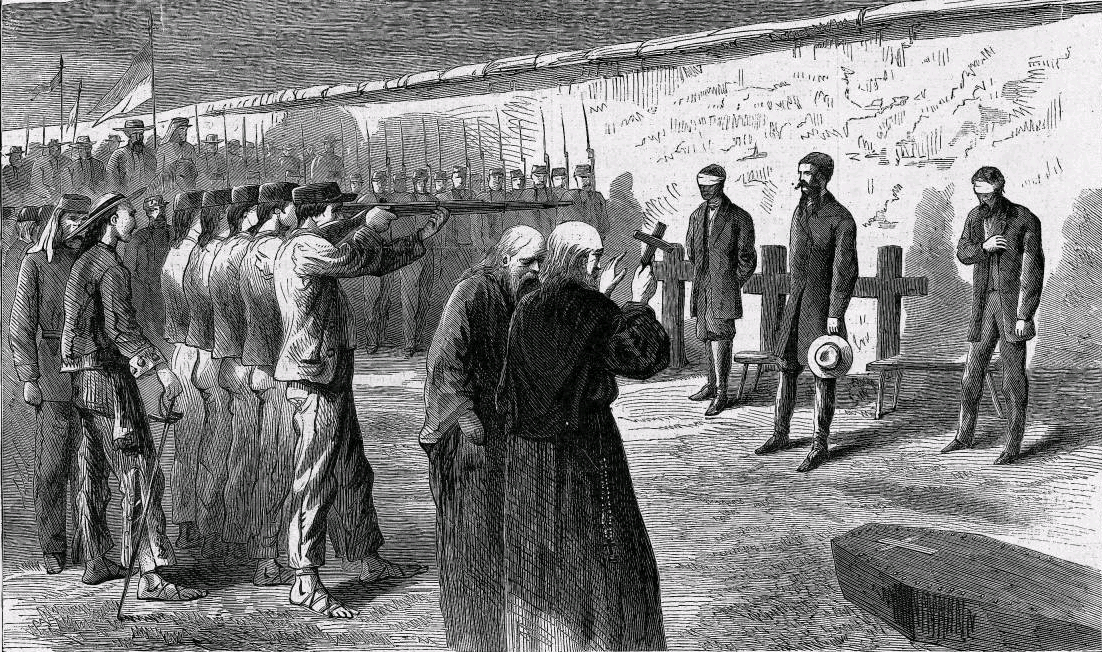
Desenho da execução do imperador Maximiliano, Tomás Mejía e Miramón.

Entre 12 e 15 de Agosto de 1860, a presidência foi assumida interinamente por José Ignacio Pavón. Segundo algumas fontes, terá usado a polícia da Cidade do México num assalto à residência do cônsul britânico (que apoiava activamente os liberais) sendo roubados 600 000 pesos para financiar o recrutamento de tropas conservadoras. Manteve as hostilidades contra os liberais até ser selváticamente derrotado pelas tropas do general Jesús González Ortega em San Juan del Río, Querétaro em 22 de Dezembro. Dois dias mais tarde abdicaria refugiando-se na Europa.
Durante a sua estadia em França esteve brevemente envolvido nas negociações entre os monárquicos mexicanos, Napoleão III e Maximiliano de Habsburgo. Quando regressou ao México, Maximiliano, já coroado Imperador do México, nomeou-o para o cargo de Marechal do Exército Imperial enviando-o para Berlim para estudar táctica militar. Regressado de Berlim em 1866, organiza as defesas imperiais contra os republicanos.
A 19 de Fevereiro de 1867, entra em Santiago de Querétaro para romper o cerco republicano ao imperador. Assume o comando das tropas de infantaria enquanto envia Tomás Mejía para comandar a cavalaria. Quase três meses mais tarde, o imperador decide capitular, contra a vontade de Miramón que tinha sido gravemente ferido em combate. Os três seriam fuzilados a 19 de Junho por ordem de Benito Juárez, o líder republicano.